# Braunschweiger THC
Der Braunschweiger Tennis- und Hockey Club (BTHC) wurde am 15. August 1901 unter dem Namen Vereinigung Braunschweiger Tennisclubs gegründet und hat seine Anlage seit 1906 im Braunschweiger Bürgerpark. Zwischen 1907 und 1993 wurden auf der Anlage im Bürgerpark fünfzigmal die Nationalen Meisterschaften im Tennis ausgetragen, welche seit 1994 durch ein ATP-Challenger Turnier ersetzt wurden. 1910 kam es zur Gründung der Hockey-Abteilung und nach der Zerstörung der Clubanlage im Zweiten Weltkrieg schließlich zur Neugründung unter dem heutigen Namen am 26. Juni 1946. Den rund 1200 Mitgliedern stehen auf der Anlage zwölf Tennisplätze, zwei Hallentennisplätze in der eigenen Tennishalle, ein Kunstrasen- und ein Naturrasenplatz für Hockey zur Verfügung.

## Hockey
Die 1. Mannschaft pendelte jahrelang in der Halle regelmäßig zwischen der 1. Bundesliga und 2. Bundesliga, im Feld spielte sie jahrelang in der 2. Bundesliga Nord, stieg jedoch nach der Saison 2008/09 in die Regionalliga ab. In der Saison 2011/12 musste der BTHC dann auch in der Halle in die Regionalliga absteigen.
Die 1. Damenmannschaft spielt in der Oberliga. Im Gegensatz zum Herrenhockey hat im Damenhockey der Bundesligist Eintracht in Braunschweig die führende Position.

## Tennis
Die 1. Herrenmannschaft des BTHC spielt 2013 in der Nordliga mit den acht Mannschaften Club an der Alster, Uhlenhorst, Club zur Vahr, TC Lilienthal, TG Holstein Quickborn, TC Alfeld, HTV Hannover und TC Bad Essen um die Norddeutsche Meisterschaft.
Die 1. Damenmannschaft ist erstmals in der Vereinsgeschichte als Gewinner der Nord-ostdeutschen Meisterschaft 2012 in die 2. Tennis-Bundesliga Nord aufgestiegen und kämpft dort seitdem mit sechs weiteren Mannschaften um den Aufstieg in die 1. Tennis-Bundesliga der Damen.

## Lacrosse
Die 2012 gegründete Lacrosse-Abteilung des Vereins tritt unter dem Namen BTHC Braunschweig Guardians an. Die Herrenmannschaft stieg 2014 erstmals in die 1. Bundesliga auf.

## Persönlichkeiten
- Hendrik Borgmann (* 1978), Hockeyspieler
- Michael Green (* 1972), ehemaliger Hockeynationalspieler und späterer Welthockeyspieler
- Michael Knauth (* 1965), Hockeyspieler
- Heike Lätzsch (* 1973), ehemalige deutsche Hockeynationalspielerin
- Katharina Lehnert (* 1994), Tennisspielerin
- Patty Schnyder (* 1978), Tennisspielerin[1]